# Saint-Georges-du-Bois (Charente Marittima)
Saint-Georges-du-Bois è un comune francese di 1 778 abitanti situato nel dipartimento della Charente Marittima nella regione della Nuova Aquitania.

## Società

### Evoluzione demografica
Abitanti censiti